# Ducatina
Ducatina is een monotypisch geslacht van schimmels behorend tot de familie Baeomycetaceae. Het bevat alleen de soort Ducatina umbilicata.